# Podemos (parti brésilien)
Pour les articles homonymes, voir Podemos.
 (avril 2018).
Si vous disposez d'ouvrages ou d'articles de référence ou si vous connaissez des sites web de qualité traitant du thème abordé ici, merci de compléter l'article en donnant les références utiles à sa vérifiabilité et en les liant à la section « Notes et références ».
Podemos (PODE), dénommé jusqu'en 2017 Parti travailliste national (en portugais : Partido Trabalhista Nacional, abrégé en PTN), est un parti politique brésilien fondé en 1945, interdit en 1965 puis refondé en 1995. Il est situé à droite.

## Histoire
Il est interdit par le pouvoir militaire en 1965.
En 1995, des militants refondent le PTN sur des bases centristes et populistes.
Petit parti politique, le PTN présente à l'élection présidentielle de 1998 la candidature de Thereza Tinajero Ruiz, qui n'obtient que 0,2 % des voix. Aux élections générales de 2002 le PTN n'obtient que 0,1 % des voix et 0,2 % en 2006.
Lors de l'élection présidentielle de 2018, le parti présente la candidature d'Álvaro Dias, qui obtient 0,8 % des voix.
L’ex-juge et ministre de la Justice Sergio Moro rejoint le parti pour l'élection présidentielle de 2022. Le 31 mars 2022, il renonce à se présenter à l'élection présidentielle et quitte le parti pour rejoindre le parti Union Brésil.